# Rhampholeon marshalli
Rhampholeon marshalli este o specie de cameleoni din genul Rhampholeon, familia Chamaeleonidae, descrisă de Boulenger 1906. A fost clasificată de IUCN ca specie vulnerabilă.

## Subspecii
Această specie cuprinde următoarele subspecii:
- R. m. marshalli
- R. m. gorongosae